# زیست‌جامعه‌شناسی: تلفیق نوین
زیست‌جامعه‌شناسی: تلفیق نوین (به انگلیسی: Sociobiology: The New Synthesis) از کتاب‌های ادوارد ویلسون و از تأثیرگذارترین کتاب‌های دهه‌های اخیر در زمینه دانش زیست‌جامعه‌شناسی است. ویلسون، زیست‌جامعه‌شناسی را به عنوان مطالعه سیستماتیک بنیان‌های زیستی در مورد همه رفتارهای اجتماعی تعریف می‌کند.
نخستین چاپ کتاب در سال ۱۹۷۵ بود که دیدگاهی مدرن و انقلابی در علوم زیستی خوانده شد، به‌طوری‌که انجمن بین‌المللی رفتارشناسان آن را مؤثرترین کتاب قرن بیستم نامید. زیست‌جامعه‌شناسی حوزه جدیدی از علم است که دربردارنده یافته‌های علوم اجتماعی، زیست‌شناسی و علوم انسانی بوده و دیدگاه‌های بین‌رشته‌ای و جامعی از حقیقت رفتارهای جانوران از جمله انسان ارائه می‌دهد.
ویلسون در کتب خود به انسان در همان چارچوب‌های نظری و روش‌شناختی که در مورد سایر جانوران به کار رفته‌است، می‌پردازد. این کتاب در بسیاری از حوزه‌های علوم، طرح پرسش می‌کند و برخی از مفروضات و مقدمات ظاهراً بدیهی را به چالش فرا می‌خواند.
این کتاب در سال ۱۳۸۵ توسط عبدالحسین وهاب زاده به فارسی ترجمه شده‌است.